# Georg Schaltenbrand
Georg Schaltenbrand oder Georges Schaltenbrand (* 26. November 1897 in Oberhausen; † 24. Oktober 1979 in Würzburg) war ein deutscher Neurologe, welcher in der Zeit des Nationalsozialismus Versuche an geistig Behinderten durchführte.

## Leben

### Studium und erste Berufsjahre
Georg Schaltenbrand bestand die Reifeprüfung 1916 an der Oberrealschule in Kattowitz (Oberschlesien) und studierte Medizin in Breslau, Göttingen, München sowie Hamburg, wo er 1923 promoviert wurde. In den 1920er Jahren erforschte er die Möglichkeit der Therapie von Symptomen der Parkinson-Krankheit durch das aus der Pflanze Lerchensporn gewonnene Alkaloid Bulbocapnin. 1926/27 lernte er in Boston die Technik der Neurochirurgie (Liquorzirkulation) und war 1928 zur Fortbildung an der Rockefeller University Peking. 1930 wurde er Oberarzt bei Max Nonne sowie ao. Prof. in Hamburg an der Universitätsnervenklinik sowie am Luftforschungsinstitut in Hamburg. Ab 1934 war er an der Inneren und Nervenklinik der Universität Würzburg tätig. Hier baute er die neurologische Abteilung auf, deren Leiter er 1935 wurde, und widmete sich vor allem der Entwicklung der Stereotaxie. 1937 erhielt er den Lehrstuhl für Neurologie. 1941 wurde er Mitglied der Leopoldina.

### Zeit des Nationalsozialismus
Schaltenbrand war Mitglied des „Stahlhelms“. In der Zeit des Nationalsozialismus unterzeichnete er am 11. November 1933 das Bekenntnis der Professoren an den deutschen Universitäten und Hochschulen zu Adolf Hitler. Er war Mitglied des NS-Ärztebundes sowie der Nationalsozialistischen Volkswohlfahrt und trat 1937 der NSDAP bei. Als Obersturmführer war er auch Angehöriger des NS-Fliegerkorps.
Schaltenbrand stellte an der Psychiatrischen Klinik in Werneck, Landkreis Schweinfurt, im Frühjahr/Sommer 1940 Versuche an Menschen an: Er hielt Multiple Sklerose für eine Infektionskrankheit, weshalb er Gehirn-Rückenmarkflüssigkeit (Liquor cerebrospinalis) von Menschen mit MS auf Affen übertrug. In der Annahme, damit eine Form von MS erzeugt zu haben, injizierte er dann den Liquor der Affen wieder auf Patienten. Zur Auswahl seiner Versuchspersonen äußerte sich Schaltenbrand:

„Trotzdem kann man natürlich nicht einem gesunden Menschen oder auch einem kranken einen derartigen Versuch zumuten. Ich glaube aber doch, die Verantwortung tragen zu können, derartige Versuche an Menschen zu machen, die an einer unheilbaren vollkommenen Verblödung leiden.“

Diese von der Deutschen Forschungsgemeinschaft DFG geförderten Versuche endeten erst, als im Oktober 1940 die Wernecker Patienten zur Vernichtung abtransportiert wurden.

### Nach 1945
Schaltenbrand verlor bei Kriegsende wegen dieser medizinischen Versuche an Menschen seine Position als Klinik-Chef in Würzburg. Bald wurde er jedoch von seinem Kollegen Josef Schorn, 1948 Leiter der Neurologischen Abteilung der Psychiatrie in Regensburg, und dem Obergutachten von Viktor von Weizsäcker rehabilitiert und konnte 1950 seine Forschungen fortsetzen.

„Wenn Schaltenbrand Versuche an lebenden Menschen durchführte, dann tat er das zu Heilzwecken unter Berücksichtigung modernster wissenschaftlicher Methoden.“

### Spätere Berufsjahre
Schaltenbrand war von 1953 bis 1954 Vorsitzender der Deutschen Gesellschaft für Neurologie, 1967 sogar deren Ehrenvorsitzender. 1953 übernahm er den Vorsitz des Ärztlichen Beirats der Deutschen Multiple Sklerose Gesellschaft. Er war auch an der Neurologischen Abteilung der Peking Union Medical School in der Volksrepublik China tätig.
1969 wurde Schaltenbrand emeritiert. Am 24. Oktober 1979 ist er in Würzburg verstorben.
Er wurde im Kopfklinikum der Universitätsklinikum Würzburg mit einer Büste geehrt. Die Universität entfernte diese 1996.

### Aufarbeitung
In der ARD-Dokumentation „Ärzte ohne Gewissen“ 1996 wurden auch Schaltenbrands Tätigkeiten beleuchtet. Die Deutsche Gesellschaft für Innere Medizin entzog ihm 2021 nachträglich den Status als Ehrenmitglied.
Seine Familie, insbesondere sein Schwiegersohn Alf Mintzel und seine Enkelin Theresa Sperling waren und sind aktiv an der Aufarbeitung beteiligt.

## Ehrungen
- Röntgenpreis der Universität Würzburg (1943)
- Wilhelm-Erb-Gedenkmünze der Deutschen Gesellschaft für Neurologie (1954)
- Ehrenvorsitzender der Deutschen Gesellschaft für Neurologie (1967)
- Ehrenmitglied der Vereinigung Deutscher Neuropathologen

## Schriften
- Untersuchungen über Parkinsonismus und Hyoscinwirkung. In: Psychologische Arbeiten. Bd. 8 (1925), S. 564–567 (Dissertation, Universität Hamburg, 1923).
- Geleitwort zum Buch von Percival Bailey: Die Hirngeschwülste. Ins Deutsche übertragen von Dr. Arnold Weiss. Enke, Stuttgart 1936 (Nachdruck 1951).
- Erzeugung extrapyramidaler Bewegungsstörungen durch Bulbokapnin beim Affen. 1938 (Hochschulfilm, produziert für die Reichsstelle für den Unterrichtsfilm).
- Die Multiple Sklerose des Menschen. Thieme, Leipzig 1943.
- Neurologie. 3 Teile. Dieterich, Wiesbaden 1948.
- Grenzen der Maschinentheorie des Nervensystems. In: Studium Generale. Bd. 8 (1955), H. 8, S. 515–526.
- Deutschland zwischen gestern und morgen. Richter, Würzburg [1957].
- hrsg. mit Percival Bailey: Einfuehrung in die stereotaktischen Operationen mit einem Atlas des menschlichen Gehirns. Introduction to stereotaxis with an atlas of the human brain. 3 Bände. Thieme, Stuttgart 1959.
  - Band 1: 2., revised and enlarged edition: hrsg. mit A. Earl Walker: Stereotaxy of the Human Brain. Anatomical, Physiological and Clinical applications. Thieme, Stuttgart 1982, ISBN 3-13-583202-3.
  - Band 2: 2., revised and enlarged edition: mit Waldemar Wahren: Atlas for Stereotaxy of the Human Brain. With an Accompanying Guide. Thieme, Stuttgart 1977, ISBN 3-13-393702-2.
- Zeit in nervenärztlicher Sicht. Enke, Stuttgart 1963.
- Spezielle neurologische Untersuchungsmethoden. Thieme, Stuttgart 1968.